# Władimir Lubicz
Władimir Aleksiejewicz Lubicz, ros. Владимир Алексеевич Любич (ur. 1955 w Krasnojarsku, zm. 17 marca 2000) – radziecki żużlowiec, specjalizujący się w wyścigach na lodzie.
Dwukrotny medalista indywidualnych mistrzostw świata: złoty (1981) oraz srebrny (1979). Trzykrotny złoty medalista drużynowych mistrzostw świata (1980, 1982, 1984). 
Dwukrotny medalista indywidualnych mistrzostw Związku Radzieckiego: srebrny (1981) oraz brązowy (1978). Złoty medalista drużynowych mistrzostw Związku Radzieckiego (1981). Dwukrotny medalista indywidualnych mistrzostw Rosji: srebrny (1981) oraz trzykrotnie brązowy (1983).
Zginął w marcu 2000 r. w wypadku samochodowym na autostradzie, w odległości 175 km od Mińska.